# Hartmann I. (Chur)
Hartmann I. OSB (* im 10. Jahrhundert; † Ende 1039 oder Anfang 1040) war Bischof von Chur.

## Leben
Hartmann ist ab 1003 bezeugt, er war ein Sohn des Alemannen Kerhart. Möglicherweise schon vor 972 wurde er Mönch in Einsiedeln. Für das Jahr 1003 ist er als Abt des seinerzeitigen Benediktinerklosters Ellwangen belegt. Um 1020 wurde er Abt von Pfäfers, dort erliess Hartmann Konstitutionen für das Kloster. Bischof von Chur wurde er um 1030 und blieb dies bis 1039, die Abtei Pfäfers behielt er vorerst bei. 1030 bestätigte Kaiser Konrad II. Hartmanns Rechte in Chiavenna, 1036 die Schenkungen seiner Vorgänger, Immunität und Königsschutz und 1038 weitere Güter in Chiavenna. Im Jahr 1039 war Hartmann zur Weihe der neuen Klosterkirche in Einsiedeln geladen.
Hartmann starb vermutlich um die Jahreswende 1039/1040.